# Reazioni all'attentato di via Rasella e all'eccidio delle Fosse Ardeatine
Le reazioni all'attentato e alla rappresaglia risultano sia da documentazione diretta (di natura pubblica o privata) coeva ai fatti, sia da diari, memorie e testimonianze pubblicate nel dopoguerra: quest'ultima tipologia di fonti non sempre è considerata attendibile dagli storici.
La Santa Sede prese pubblicamente posizione sull'attentato di via Rasella e l'eccidio delle Fosse Ardeatine tramite un comunicato su L'Osservatore Romano del 26 marzo 1944, accomunando i due eventi in un unico giudizio di condanna.
Secondo le memorie di Giorgio Amendola, ideatore dell'attentato nonché rappresentante del Partito Comunista Italiano nella giunta militare del CLN centrale, quando tale organo si riunì il 26 marzo egli chiese che fosse emanato un comunicato che, oltre a condannare l'eccidio, rivendicasse l'azione partigiana. Tuttavia, quest'ultima proposta trovò l'opposizione del delegato della Democrazia Cristiana, Giuseppe Spataro, il quale contestò l'opportunità dell'attentato e al contrario chiese un comunicato di dissociazione, proponendo inoltre che ogni futura azione fosse preventivamente approvata dalla giunta. Poiché le deliberazioni venivano prese solo all'unanimità, nessuna delle due mozioni fu approvata, cosicché l'attentato fu autonomamente rivendicato dai comunisti su l'Unità del 30 marzo, mentre solo a metà aprile il CLN emise un comunicato di condanna verso la rappresaglia tedesca, retrodatato al 28 marzo per nascondere i contrasti.
Forte fu l'emozione suscitata dal massacro presso l'opinione pubblica e la stampa antifascista clandestina, sebbene la precisa entità dell'esecuzione di massa e le sue modalità furono scoperte solo dopo la liberazione di Roma, allorché si rese possibile l'esplorazione delle Fosse Ardeatine. Alcune conversazioni telefoniche intercettate in quei giorni, pubblicate dallo storico Aurelio Lepre nel 1996, mostrano che «in alcuni settori della popolazione la deprecazione nei confronti dell'attentato sopravanzò l'avversione prodotta dalle esecuzioni», ma la possibilità che l'opinione degli intercettati corrispondesse alla generale opinione pubblica romana è stata discussa dagli storici.
La stampa fascista indicò nei partigiani i soli responsabili dell'eccidio, falsamente presentato come rappresaglia conforme alle leggi di guerra. Reazioni critiche verso l'opportunità dell'attentato si ebbero inoltre in ambienti vicini al governo Badoglio e alla resistenza militare, presso gli agenti segreti alleati, nonché da parte della formazione partigiana Bandiera Rossa.

## Il comunicato tedesco del 26 marzo

Il comunicato tedesco pubblicato sul Messaggero del 26 marzo 1944

Il 26 marzo, a complemento di precedenti disposizioni sul rispetto della città aperta, il comando superiore tedesco proclamò:
Se quindi elementi comunisti-badogliani, come è avvenuto il 23 marzo, cercano di trar partito da queste larghe disposizioni, per compiere vili imboscate, e altri circoli equivocano su questi provvedimenti, il Comando Superiore germanico si vede costretto a prendere i provvedimenti militari che crede necessari all'interesse della condotta delle operazioni in Italia.
Con ciò il destino di Roma e della sua popolazione civile, a parte la condotta degli anglo-americani, è esclusivamente riposto nelle mani della stessa popolazione romana.»

## Le posizioni dei partiti antifascisti e del CLN

### I contrasti nella giunta militare
Il CLN centrale era composto da sei partiti. La corrente di sinistra era rappresentata da Partito Comunista Italiano (PCI), Partito Socialista Italiano di Unità Proletaria (PSIUP) e Partito d'Azione (Pd'A), mentre formavano la corrente di destra Democrazia Cristiana (DC), Partito Liberale Italiano (PLI) e Democrazia del Lavoro (DL).
La giunta militare del CLN centrale si riunì nel pomeriggio del 26 marzo, nel bel mezzo della crisi che il comitato attraversava da febbraio a causa delle continue liti intestine tra i partiti di destra e di sinistra. La mattina del 24 marzo, Ivanoe Bonomi aveva rassegnato le dimissioni dalla presidenza del comitato, sospettando che i partiti di sinistra stessero preparando un governo rivoluzionario. I membri della giunta erano: Giorgio Amendola (PCI), Riccardo Bauer (Pd'A), Manlio Brosio (PLI), Mario Cevolotto (DL), Sandro Pertini (PSIUP), Giuseppe Spataro (DC). La riunione si svolse in casa dell'avvocato Ercole Chiri, esponente della DC, nei pressi di Piazza Mazzini. Sul suo svolgimento esistono diverse fonti.

#### La lettera della direzione romana del PCI del 30 marzo 1944
Una fonte coeva è la lettera non firmata inviata il 30 marzo 1944 dalla direzione comunista di Roma a quella di Milano, riprodotta nella raccolta di documenti I centri dirigenti del PCI nella Resistenza, edita nel 1973 a cura del dirigente del PCI Luigi Longo. In merito alle discussioni nella giunta, nella lettera si legge:
Nelle fucilazioni abbiamo perso molti compagni che si trovavano in carcere: è il duro prezzo che dobbiamo pagare e per il quale ogni buon compagno deve essere oggi preparato.»
Lo storico Gabriele Ranzato scrive che «il riferimento a Ventotene ci fa individuare con buona certezza come autore della lettera Mauro Scoccimarro, l'unico fra i quattro dirigenti romani – gli altri erano, oltre ad Amendola, Celeste Negarville e Agostino Novella – ad essere stato confinato a Ventotene nello stesso periodo in cui vi fu Pertini, che è pertanto senza dubbio il delegato socialista di cui si parla. Precisazione necessaria per sottolineare l'autorevolezza e rappresentatività politica dell'autore della lettera».

#### Le dichiarazioni dei membri della giunta militare
Giorgio Amendola rivelò pubblicamente quanto era accaduto durante la riunione in due occasioni: in un'intervista del 1965 per il libro di Robert Katz Morte a Roma (1967) e nel proprio libro di memorie Lettere a Milano (1973). In precedenza, Amendola aveva scritto della vicenda nel 1964 in una lettera privata al politico radicale Leone Cattani, per replicare a un'intervista in cui quest'ultimo aveva sostenuto di aver saputo da Brosio che, durante la riunione della giunta, l'attentato era stato deprecato dallo stesso rappresentante comunista. La lettera, rinvenuta dallo storico Renzo De Felice, fu pubblicata solo nel 1997.
La versione più dettagliata è quella del 1973:
La versione resa precedentemente a Robert Katz è sensibilmente diversa: la richiesta di una sconfessione da parte del CLN è attribuita a «un elemento dell'ala destra», mentre Spataro si sarebbe limitato a proporre che ogni futura azione avrebbe dovuto avere la preventiva approvazione dalla giunta.
Brosio, intervistato anch'esso da Katz, che gli chiese di confermare la versione di Amendola, rispose: «Ricordo che questi argomenti furono discussi nella nostra riunione della Giunta militare del Cln. Ma non posso ricordare quale fu la mia posizione su questo punto. Con Giorgio Amendola talvolta eravamo d'accordo e talvolta no».
Nella sua autobiografia pubblicata postuma nel 1987, Bauer scrisse: «Nella Giunta altissime furono da parte dei democristiani e dei liberali le voci di riprovazione per un'azione che aveva avuto come conseguenza le Fosse Ardeatine. E con difficoltà io, coi rappresentanti socialisti, riuscii a impedire che uscisse una sconfessione di quell'azione ed anzi a strappare il riconoscimento della legittimità dell'azione stessa quale episodio di guerra».
Non si conosce invece la versione dei fatti di Spataro, il quale nel suo libro sull'attività della DC nella Resistenza omise ogni accenno al suo ruolo nei fatti di via Rasella e, pur interrogato in proposito, mantenne sempre il più stretto riserbo sulla vicenda.

#### Le memorie di Rosario Bentivegna
Nelle sue memorie, scritte negli anni cinquanta ed edite nel 1983, Bentivegna accenna rapidamente allo scontro nella giunta militare, scrivendo che a mettere in discussione l'azione gappista furono «alcuni settori» del CLN, «che si erano lasciati intimidire dalla ritorsione nazista e che avevano colto in essa l'occasione per resipiscenze attendiste». In particolare «Spataro, per conto della DC, allora prona ai diktat antidemocratici di Pio XII, cercò di delegittimare i GAP e quell'attacco, ma fu battuto dai suoi colleghi, e il CLN, invece, il 28 marzo emise una dura condanna della strage perpetrata dai nazisti».

### La rivendicazione del PCI

L'Unità clandestina del 30 marzo 1944 con l'annuncio dell'eccidio delle Fosse Ardeatine e la rivendicazione dell'attentato di via Rasella da parte dei GAP

Non ottenuta l'assunzione di responsabilità da parte del CLN, il PCI rivendicò autonomamente l'attentato tramite l'Unità clandestina del 30 marzo, con un articolo in prima pagina dal titolo Colonna di carnefici tedeschi attaccata in via Rasella: «Giovedì 23 marzo, verso le ore 15.30, nel momento in cui una colonna della Polizia tedesca in assetto di guerra transitava per Via Rasella, un reparto dei G.A.P. eseguiva un audace e violento attacco a bombe a mano seminando la strage tra i vili fucilatori di ostaggi, i suppliziatori atrocemente celebri di Via Tasso». L'articolo di fondo, dal titolo Coscienza della responsabilità, conteneva un invito agli altri partiti del CLN affinché agissero con più energia e decisione:
L'ora è grave ed impone a tutti un alto senso di responsabilità. Un compito essenziale spetta al Comitato di Liberazione: dirigere con maggiore efficacia di quanto ha saputo fare fino ad oggi la lotta degli italiani contro i tedeschi, in modo che scioperi ed azione armata preparino la grande insurrezione nazionale. [...]
Questi compiti saranno assolti se l'azione del C.L.N. e la condotta dei partiti antifascisti saprà essere insieme ferma ed energica, avveduta e prudente, sempre ispirata da un alto senso di responsabilità e da un necessario criterio di concreto realismo. Sopra ogni altra considerazione deve sempre dominare l'interesse della Nazione. Basta perciò con le vane polemiche! Che tutti sappiano raccogliere la lezione che ci viene dai nostri Caduti, e comprendere come siano fuori luogo in quest'ora di ardente eroismo metodi e costumi di altri tempi.
Il sacrificio dei migliori figli del nostro popolo deve a tutti ricordare il dovere dell'ora: che è quello di combattere e di sapere andare incontro alla morte con ferma serenità perché l'Italia riacquisti la sua libertà e la sua indipendenza.»
Analogamente, l'articolo L'eredità dei martiri, scritto da Giorgio Amendola, sosteneva la necessità di trarre dal massacro un impulso alla continuazione della lotta: «oggi, questi trecentoventi fratelli hanno conquistato con il loro martirio un diritto su tutti noi, il diritto di chiederci che nessun altro sacrificio ci apparisca troppo forte, che nessun altro rischio sia giudicato troppo grave, che nessun altro sforzo sia considerato troppo grande perché essi abbiano la loro vendetta. [...] Chiunque nonché indietreggiare, solo esitasse su questa via che i trecentoventi martiri di Roma ci indicano, verrebbe meno ad un sacrosanto dovere».
Inoltre, la volontà di proseguire con gli attacchi alle truppe tedesche a Roma veniva chiaramante manifestata in una Dichiarazione del Comando dei Gruppi d'Azione Patriottica, scritta da Mario Alicata e datata 26 marzo:
2. Tutte le azioni dei GAP sono dei veri e propri atti di guerra, che colpiscono esclusivamente obiettivi militari tedeschi e fascisti, contribuendo a risparmiare così altri bombardamenti aerei sulla capitale, distruzioni e vittime.
3. L'attacco del 23 marzo contro la colonna della polizia tedesca, che sfilava in pieno assetto di guerra per le strade di Roma, è stato compiuto da due gruppi di GAP, usando la tattica della guerriglia partigiana: sorpresa, rapidità, audacia.
4. I tedeschi, sconfitti nel combattimento di via Rasella hanno sfogato il loro odio per gli italiani e la loro ira impotente uccidendo donne e bambini e fucilando 320 innocenti. Nessun componente dei GAP è caduto nelle loro mani, né in quelle della polizia italiana. I 320 italiani, massacrati dalle mitragliatrici tedesche, sfigurati e gettati nella fossa comune, gridano vendetta. E sarà spietata e terribile! Lo giuriamo!
5. In risposta all'odierno comunicato bugiardo ed intimidatorio del comando tedesco, il comando dei GAP dichiara che le azioni di guerra partigiana e patriottica in Roma non cesseranno fino alla totale evacuazione della capitale da parte dei tedeschi.
6. Le azioni dei GAP saranno sviluppate sino all'insurrezione armata nazionale per la cacciata dei tedeschi dall'Italia, la distruzione del fascismo, la conquista dell'indipendenza e della libertà.»

### Il comunicato del CLN
Nel suo diario, alla data del 31 marzo, il presidente dimissionario del CLN centrale Ivanoe Bonomi, tra gli antifascisti rifugiati al Laterano, commentò la notizia di «una atrocità tedesca senza precedenti», datandola per errore «un paio di giorni dopo lo scoppio di una bomba in Via Rasella». Appresi i particolari del fatto dal segretario socialista Pietro Nenni, Bonomi attribuì l'attentato ad «alcuni elementi estremisti». Poi scrisse di aver acconsentito, su richiesta di Nenni, a redigere «una nota di indignazione e di protesta» verso la strage delle Fosse Ardeatine, da diffondere tramite la stampa clandestina.
Osservando che Nenni aveva riportato sul suo diario i particolari dell'attentato già il 26 marzo, lo storico Enzo Forcella ritiene incredibile che, ancora il 31 marzo (data dell'annotazione di Bonomi), al Laterano non si sapesse che a compiere l'attentato non erano stati «alcuni elementi estremisti», bensì una formazione del PCI che l'aveva già rivendicato. Forcella quindi ipotizza che il presidente del CLN avesse ostentatamente mentito «a futura memoria storica, per prendere le distanze dall'attentato e, allo stesso tempo, per rendere più problematica la ricostruzione di un contrasto che tutti i protagonisti, per ragioni diverse e contrapposte, hanno interesse a far dimenticare».
Secondo la testimonianza del cardinale Pietro Palazzini (allora giovane monsignore che assisteva i rifugiati politici al Laterano), appena ricevuta la notizia dell'eccidio, i componenti del CLN discussero sul tipo di operazioni antitedesche da organizzare in futuro. La maggioranza decise per le sole azioni di sabotaggio, escludendo gli attacchi alle truppe «che costavano poi, per reazione, tanto sangue italiano».
Il testo del comunicato del CLN fu il risultato di un compromesso trovato dopo una serie di riunioni, discussioni e proposte di mediazioni, delle quali in mancanza di documentazione non è mai stato possibile ricostruire l'andamento. Una traccia dei contrasti verificatisi in quei giorni all'interno del CLN si rinviene nel diario di Pier Fausto Palumbo, antifascista legato alla Democrazia del Lavoro. Schieratosi in favore dell'iniziativa gappista, alla data del 27 marzo Palumbo scrive di non aver «mai supplicato, scongiurato, minacciato» come in quell'occasione, affinché il CLN dichiarasse l'attentato di via Rasella un atto di guerra e condannasse la rappresaglia. Palumbo riporta che tra i «sei grandi», ossia i rappresentanti dei sei partiti del CLN, soltanto uno (che afferma di non voler nominare) condivideva la sua posizione; inoltre sostiene di aver preparato e consegnato a Bonomi una bozza del comunicato, della quale il testo definitivo avrebbe poi conservato due o tre frasi.
Sebbene il comunicato comparve sulla stampa clandestina a metà aprile (l'Unità lo pubblicò il 13 aprile), per nascondere l'esitazione e il dissenso interni fu retrodatato al 28 marzo. Il testo era il seguente:
Roma è inorridita per questa strage senza esempio. Essa insorge in nome dell'umanità e condanna all'esecrazione gli assassini come i loro complici e alleati. Ma Roma sarà vendicata. L'eccidio che si è consumato nelle sue mura è l'estrema reazione della belva ferita che si sente vicina a cadere. Le forze armate di tutti i popoli liberi sono in marcia da tutti i continenti per darle l'ultimo colpo. Quando il mostro sarà abbattuto e Roma sarà al sicuro da ogni ritorno barbarico essa celebrerà sulle tombe dei suoi martiri la sua liberazione.
Italiani e italiane, il sangue dei martiri non può scorrere invano. Dalla fossa ove i corpi di trecentoventi – di ogni classe sociale, di ogni credo politico – giacciono affratellati per sempre nel sacrificio si leva un incitamento solenne a ciascuno di voi.
Tutto per la liberazione della patria dall'invasione nazista!
Tutto per la ricostruzione di un'Italia degna dei suoi figli caduti!»
Mentre il comunicato dei GAP annunciava che le azioni partigiane non sarebbero cessate «fino alla totale evacuazione della capitale da parte dei tedeschi», quello del CLN proclamava che a Roma l'«ultimo colpo» alla «belva ferita» sarebbe stato assestato dalle «forze armate di tutti i popoli liberi», ossia dagli eserciti alleati avanzanti, senza riferimenti alla prosecuzione della lotta partigiana.
Robert Katz ritiene che l'emanazione del proclama fu «una risposta tattica» della destra del CLN, come contropartita per la posizione conciliante sulla questione istituzionale tenuta dal PCI, che in aprile, a seguito della svolta di Salerno, sarebbe entrato nel governo Badoglio II.
Dal diario del gappista Franco Calamandrei risulta che il 2 aprile, in un'altra seduta del CLN «particolarmente burrascosa», si discusse ancora di via Rasella: «Al nostro rappresentante fu nuovamente rimproverato il fatto di via Rasella. Egli ribatté esortando gli altri partiti ad agire anche loro. Al che gli altri fecero irritate e decise obiezioni attesistiche».
In totale contrasto con l'Unità e la dichiarazione dei GAP, il 15 aprile Risorgimento Liberale, organo del Partito Liberale Italiano, fece seguire al comunicato del CLN un articolo secondo cui il dovere primario dei resistenti consisteva nel risparmiare ai romani le rappresaglie tedesche: «Gli antifascisti e antinazisti sanno i loro doveri: eviteranno alla città e agli innocenti le conseguenze troppo gravi delle reazioni tedesche specialmente quando i risultati ottenuti, i danni recati agli avversari, sono sproporzionati all'enorme ferocia della rappresaglia nemica, come accade in piena città. Ma non per questo metteranno meno impegno e determinatezza nel perseguire i loro fini».
Secondo Enzo Forcella, l'autore che ha maggiormente approfondito la questione, il CLN avallò a posteriori l'attentato per un senso di responsabilità politica e per non «rendere insanabile una crisi che avrebbe avuto incalcolabili conseguenze su tutti gli sviluppi della lotta di liberazione», ma non confermando il proclama del PCI sulla guerriglia a oltranza avrebbe fatto capire che azioni analoghe all'interno della città non sarebbero più state sottoscritte. Forcella osserva che, mentre «sul piano militare, politico, morale sono leciti, ovviamente, le considerazioni e i giudizi più contrastanti [...] è evidente che sul piano giuridico la dichiarazione del Cln sanava, sia pure a posteriori, il precedente contrasto», conferendo all'azione gappista un riconoscimento che tuttavia l'autore definisce «assai stiracchiato e reticente». Alberto ed Elisa Benzoni scrivono che relativamente all'attentato «si tratta chiaramente di un giudizio di legittimità, ma non di una approvazione nel merito».
La mancata insurrezione della popolazione romana all'arrivo degli Alleati, cercata dalle forze di sinistra, avrebbe poi segnato il successo della linea dell'ala moderata del CLN e dell'azione diplomatica del Vaticano.

### Dichiarazioni successive sulla decisione dell'attentato
Durante il processo a Herbert Kappler del 1948, Amendola, Pertini e Bauer, sentiti come testimoni, dichiararono che l'attentato era stato «effettuato da una organizzazione militare a seguito di direttive di carattere generale date ad essa da uno dei componenti della Giunta Militare, direttive che traducevano l'indirizzo della Giunta medesima». Nei giorni del processo, un articolo dell'Unità a firma di Pasquale Balsamo (la cui partecipazione all'azione all'epoca non era nota) attribuì alla giunta la decisione dell'attentato fin nei particolari operativi. In tale articolo, recante come sottotitolo «Per ordine del Comando CVL i distaccamenti GAP "Pisacane" e "Garibaldi" condussero a termine la loro missione di guerra», si legge che il 19 marzo 1944 «la Giunta militare del CLN romano ordinò al Comando dei GAP [...] di studiare un attacco a fondo contro una colonna di S.S. della Divisione "Bozen"», specificando che avrebbero dovuto parteciparvi solo due dei quattro GAP disponibili. La stessa versione fu fornita anche da Bentivegna durante la sua deposizione:
La difesa di Kappler chiese ai giudici di accertare in via incidentale se la decisione dell'attentato fosse stata presa collegialmente dalla giunta militare del CLN. Dopo essersi riuniti in camera di consiglio, i giudici deliberarono che tale accertamento non era necessario ai fini del processo.
Nel 1949 iniziò un processo civile per danni, intentato dai parenti di alcune vittime delle Fosse Ardeatine e da alcuni civili feriti in via Rasella contro i tre membri di sinistra della giunta e vari gappisti (il processo si concluse nel 1957 con l'esclusione della responsabilità civile dei partigiani verso gli attori, essendo l'attentato riconosciuto come atto di guerra). Durante il processo, Bauer scrisse a beneficio del proprio difensore un promemoria su via Rasella, che fu pubblicato nel 1985 da uno dei legali dei partigiani, Carlo Galante Garrone. Nel promemoria si afferma che la «linea di condotta» stabilita dalla giunta era quella di «rendere impossibile la vita ai tedeschi e fascisti dentro e fuori la città di Roma», cosicché in tale quadro «il fatto di via Rasella appare come episodio organico. Preparato ed attuato dai comunisti senza specifico accordo con la Gm [giunta militare] perché tale accordo era superfluo»; e che, dopo la sua esecuzione, il CLN lo considerò «legittima azione di guerra».
Durante una celebrazione della Resistenza romana nell'aprile 1954, Giorgio Amendola denunciò «la campagna indegna che ora viene condotta per quella azione», menzionando un «ignobile manifesto firmato anche da un partito che fece parte del CLN e non ardì allora pronunciarsi contro quell'azione, decisa dal CLN». Bentivegna nel 1965 dichiarò che l'azione era stata proposta dai GAP e «approvata dalla giunta militare del Comitato di liberazione nazionale, composta da Giorgio Amendola, Riccardo Bauer e Sandro Pertini». La versione secondo cui la «proposta di dar corso all'attentato era stata regolarmente approvata dalla Giunta militare» fu ribadita nell'Enciclopedia dell'antifascismo e della Resistenza (edita nel 1968 a cura del dirigente del PCI Pietro Secchia) e ripresa da Bentivegna ancora nel 1993.
Alla fine degli anni sessanta emerse che in realtà l'iniziativa di attaccare i tedeschi a via Rasella era stata presa dal solo PCI all'insaputa degli altri partiti del CLN. Pier Fausto Palumbo, antifascista legato alla Democrazia del Lavoro, nel suo diario pubblicato in prima edizione nel 1967, tra i commenti alla notizia dell'attentato riportò: «il fatto che neppure la 'giunta' (e proprio la 'giunta militare') ne fosse stata in precedenza informata, conferma che tra i politici e attivisti s'è operato un distacco, ormai incolmabile. E ciò rappresenta, per i politici, una condanna».

### La posizione di Palmiro Togliatti

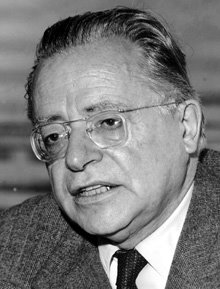
Palmiro Togliatti, segretario del PCI

Negli anni sono state diffuse versioni divergenti circa l'atteggiamento del segretario del PCI Palmiro Togliatti nei riguardi dell'attentato.
Guglielmo Blasi, il gappista che aveva tradito diventando una spia al servizio della polizia fascista, durante i processi Kesselring (1947) e Kappler (1948) testimoniò che Franco Calamandrei gli aveva mostrato un appunto scritto in inchiostro verde, firmato E.E. (ossia Ercole Ercoli, nome di battaglia di Togliatti), mediante il quale lo stesso Togliatti avrebbe ordinato ai GAP di eseguire l'attentato di via Rasella. Nel corso del processo Kappler, le dichiarazioni di Blasi vennero smentite da altri testimoni, quali Riccardo Bauer e lo stesso Calamandrei. Bentivegna e De Simone rilevano che in realtà Togliatti era sbarcato a Napoli alcuni giorni dopo l'attentato, il 27 marzo 1944, e durante la navigazione era per lui «materialmente impossibile che potesse porsi i problemi della guerriglia urbana e che potesse inviare ai Gap – di cui non conosceva neppure l'esistenza – bigliettini scritti con inchiostro verde e siglati E.E.».
Le dichiarazioni di Blasi furono rilanciate da Il Giornale con un articolo pubblicato in concomitanza con il processo a Erich Priebke nel 1996.
Secondo un'altra versione, del tutto opposta, Togliatti avrebbe condannato l'attentato. Nel numero di aprile 1996 del mensile Storia Illustrata apparve un articolo di Enzo Forcella che ricostruiva l'attentato di via Rasella, in cui si leggeva il seguente passaggio:
Lo stesso anno Forcella smentì di aver mai scritto che Togliatti avesse in sostanza sconfessato l'attentato, e affermò invece che il passaggio sopracitato era stato inserito nell'articolo a sua insaputa da un redattore della rivista. Forcella precisò che effettivamente esiste un telegramma di Togliatti al PCI romano, ma «non è del marzo bensì della fine di maggio o dei primi di giugno; e non riguarda i fatti di via Rasella, ma la liberazione di Roma, nell'imminenza della quale Togliatti invitava i suoi compagni a "non tentare nulla da soli"; ovvero a non tentare l'insurrezione armata contro il parere degli altri partiti antifascisti».
Un ex stretto collaboratore di Togliatti, Massimo Caprara, nel 1997 dichiarò: «Togliatti non si dissociò mai, né mai glorificò come azione di grande rilievo e prestigio l'attentato di via Rasella. Anzi con un preciso telegramma inviato all'organizzazione comunista clandestina in precedenza aveva raccomandato di compiere mai azioni di guerra senza l'appoggio degli altri partiti antifascisti. [...] Amendola dal canto suo riteneva che Togliatti avesse legato le mani ai comunisti romani».
Diversi autori hanno contestato l'attendibilità delle varie versioni sulla posizione di Togliatti. Gianni Corbi attribuisce la versione secondo cui Togliatti avrebbe deplorato l'attentato a «disinformazione» e «partigianeria», in quanto non risulta che il segretario del PCI avesse idee diverse da quelle di Amendola e Longo in merito alla conduzione della guerra partigiana in Italia. Alessandro Portelli reputa contraddittorie e inconsistenti sul piano fattuale le suddette «storie» che vengono raccontate sul ruolo di Togliatti. Alberto ed Elisa Benzoni, pur giudicando «oziosa» la polemica (essendo «chiaro» che Togliatti non avrebbe potuto materialmente né ordinare né proibire l'attentato), ritengono tuttavia lecito «supporre» che l'attentato di via Rasella si trovasse «in qualche modo» fuori dalla linea dettata dal segretario del PCI, pochi giorni dopo l'attentato stesso, con la svolta di Salerno. Al riguardo i Benzoni menzionano anch'essi il telegramma inviato da Togliatti ai quadri romani del PCI poco prima della liberazione di Roma.

### La posizione di Sandro Pertini

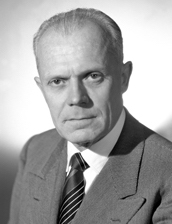
Sandro Pertini, rappresentante socialista nella giunta militare

Nelle sue memorie Amendola scrive che dopo l'attentato Pertini era «furioso», ma solo «per non essere stato messo al corrente del progetto dell'azione di riserva». Nel 1948 Pertini, Amendola, Bauer e i principali autori dell'azione gappista furono chiamati a testimoniare al processo Kappler. L'anno successivo furono citati nel giudizio civile per danni intrapreso da alcune persone rimaste ferite nell'attentato e dai parenti di alcune vittime del massacro delle Fosse Ardeatine. In tali occasioni Pertini testimoniò che l'attentato, pur rappresentando un'autonoma iniziativa dei comunisti di cui gli altri partiti erano stati tenuti all'oscuro per esigenze di segretezza, era stato conforme alle «direttive di carattere generale» impartite dalla giunta militare del CLN.
Nel 1983, mentre ricopriva la carica di presidente della Repubblica, Pertini dichiarò: «Le azioni contro i tedeschi erano coperte dal segreto cospirativo. L'azione di via Rasella fu fatta dai Gap comunisti. Naturalmente io non ne ero al corrente. L'ho però totalmente approvata quando ne venni a conoscenza. Il nemico doveva essere colpito dovunque si trovava. Questa era la legge della guerra partigiana. Perciò fui d'accordo, a posteriori, con la decisione che era partita da Giorgio Amendola».
Tuttavia, la sopracitata lettera della direzione romana del PCI del 30 marzo 1944 riporta che in merito all'attentato «il delegato socialista», identificato con certezza in Pertini da diversi storici, aveva «assunto un atteggiamento inqualificabile di protesta e disapprovazione».
La circostanza per cui Pertini fu assai contrariato dall'azione gappista trova conferma nelle testimonianze rese negli anni novanta da vari ex partigiani socialisti, tra cui Matteo Matteotti e Leo Solari. Secondo tali testimonianze Pertini, in due riunioni con altri dirigenti del suo partito alla fine di marzo e alla fine di aprile (poco prima della sua partenza per il nord), criticò duramente l'azione come espressione di avventurismo irresponsabile. In particolare, secondo Matteotti, Pertini era contrario ad attaccare un reparto militare temendo «che ci fossero delle rappresaglie sproporzionate rispetto all'efficacia dell'azione», mentre «era invece favorevole ad una manifestazione davanti al Messaggero contro la prospettiva che Roma diventasse teatro di guerra e voleva che il coraggio della gente si potesse manifestare con una chiara protesta contro le truppe occupanti, ma con l'intento di non arrivare ad uno scontro armato».
Alle precedenti si aggiunge la testimonianza di Giuliano Vassalli, allora stretto collaboratore di Pertini, secondo cui quest'ultimo fu «furioso contro» l'iniziativa dei comunisti «nei dieci giorni che passano dal 24 marzo al 3 aprile» (data della cattura di Vassalli), quando «ci fu una riunione a via della Stamperia» in cui «Pertini se ne uscì con una scenata terribile di condanna di ciò che era avvenuto». Secondo Vassalli, quando nel dopoguerra testimoniò in sede giudiziaria che l'attentato rientrava «nel quadro delle azioni di guerra, Pertini non si mise del tutto in contraddizione con sé stesso perché la valutazione violenta» che aveva dato nell'immediatezza del fatto era «attinente al tema della opportunità e non al tema della legittimità» dell'azione.
I Benzoni spiegano la contraddizione facendo derivare il successivo atteggiamento di Pertini, come quello degli altri membri della giunta militare, «dall'esigenza di difendere l'unità antifascista in una vicenda marcata dall'ombra terribile delle Ardeatine».
L'infondata attribuzione a Pertini di un coinvolgimento nella decisione dell'azione gappista fu ricorrente nel corso delle polemiche politiche sull'argomento. Nel 1982, in seguito alla consegna di due medaglie al valor militare a Bentivegna (una d'argento e una di bronzo, conferitegli nel 1950), la stampa di destra accusò Pertini di aver ordinato l'attentato (riprendendo tale versione da un libro di Attilio Tamaro del 1950). Durante un dibattito parlamentare sul procedimento penale a carico degli ex gappisti nel 1997, il ministro della Giustizia Giovanni Maria Flick dichiarò: «L'azione di via Rasella fu decisa dal Comando dei gruppi di azione patriottica di Roma, che aveva come dirigenti persone della statura di Sandro Pertini e di Giorgio Amendola, tra i padri della patria».
Sempre nel 1997, Massimo Caprara dichiarò al contrario che in privato Pertini si era rifiutato «di esprimere solidarietà nei confronti degli attentatori» ed anzi aveva protestato «per il fatto che la bomba fosse stata piazzata a via Rasella».

### La posizione di Alcide De Gasperi

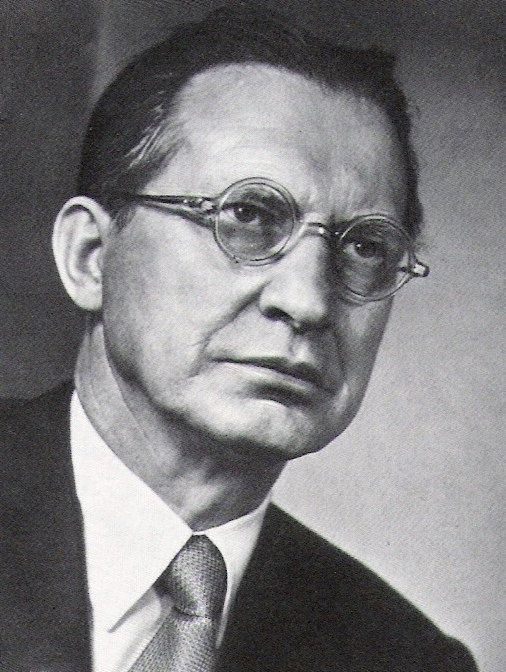
Alcide De Gasperi, membro del CLN centrale per la DC

Esistono diverse versioni anche sulla posizione tenuta verso l'attentato dal futuro presidente del Consiglio Alcide De Gasperi, capo degli esecutivi che negli anni 1950-51 conferirono diverse ricompense al valor militare ad alcuni dei gappisti di via Rasella.
Giorgio Amendola ha riferito, con marginali differenze nelle diverse ricostruzioni, di un suo incontro con De Gasperi e l'azionista Sergio Fenoaltea avvenuto nel pomeriggio del 23 marzo subito dopo l'esplosione, per discutere della crisi del CLN. I tre si riunirono presso il Palazzo di Propaganda Fide dov'era rifugiato De Gasperi, il quale una volta ricevuto Amendola gli chiese spiegazioni circa la causa del fragore udito. Appreso dal dirigente comunista che si trattava di un'azione gappista, il futuro capo del governo – con un tono di ammirazione – avrebbe affermato: «Voi [comunisti] una ne pensate e mille ne fate».
Enzo Forcella scrive che «non c'è motivo di dubitare» della versione di Amendola, ma la considera «maliziosa e fuorviante», poiché induce a pensare che la reazione di De Gasperi fosse di approvazione verso l'attentato e di ammirazione verso gli organizzatori, mentre fu esternata senza conoscere cos'era effettivamente accaduto, dal momento che, una volta note le dimensioni dell'attentato e della rappresaglia, la posizione della Democrazia Cristiana fu quella assunta da Spataro.
L'Enciclopedia dell'antifascismo e della Resistenza, edita nel 1968 a cura di Pietro Secchia, in contrasto con la versione di Amendola, riporta che quest'ultimo avrebbe informato personalmente De Gasperi dell'attentato prima della sua esecuzione. Sulla base di questa versione Friedl Volgger, fondatore della Südtiroler Volkspartei (partito che negli anni aveva più volte preso posizione contro l'azione gappista e commemorato i militari sudtirolesi uccisi), nel 1992 contestò la beatificazione dello statista democristiano in quanto sarebbe stato informato del piano dell'attacco e non vi si sarebbe opposto. Ulteriori attacchi a De Gasperi sul tema da parte sudtirolese giunsero nel 1994, allorché il Dolomiten, principale quotidiano in lingua tedesca dell'Alto Adige, scrisse che De Gasperi aveva preso spunto dalla vicenda per dipingere la regione come «culla del nazismo» attraverso una «campagna di diffamazione».
Secondo Giulio Andreotti, allora collaboratore di De Gasperi, il politico trentino «ebbe modo di commentare [l'attentato] con severità con Giorgio Amendola». Andreotti riferì poi questa versione al giornalista Bruno Vespa: «l'attentato avvenne contro il parere del Cln, che non aveva autorizzato azioni militari contro gli occupanti. Anche il giudizio di De Gasperi fu negativo».

### Valutazioni storiografiche
Enzo Forcella così sintetizza i due orientamenti contrastanti in seno al movimento resistenziale: «Accettare la logica della guerra totale: nessuna distinzione tra tedeschi e fascisti, attaccare gli uni e gli altri con tutti i mezzi, dovunque fosse possibile, senza farsi intimidire dalla minaccia delle rappresaglie; oppure stare attenti a "non tirare troppo la corda", specialmente negli agglomerati urbani e a maggior ragione in una città come Roma che la presenza del Vaticano, con la sua ambigua neutralità, poneva in uno status così particolare? Sono due concezioni radicalmente diverse ma egualmente legittime della lotta antifascista. Ha poco senso cercare di stabilire quale fosse la più appropriata o, peggio, pretendere di giudicare il comportamento degli uni assumendo il metro politico-morale degli altri. Il che non toglie che la frattura accompagnerà l'intera storia della Resistenza e tornerà puntualmente a riproporsi nelle innumerevoli discussioni provocate dai fatti di via Rasella e delle Fosse Ardeatine».
Forcella spiega le incongruenze tra le ricostruzioni rese dai protagonisti nell'immediato dopoguerra (che attribuiscono al CLN un ruolo attivo nella decisione dell'attacco e tacciono il disaccordo interno sorto in seguito alla sua esecuzione) e quelle contenute negli scritti di Amendola e Bauer pubblicati successivamente (in cui invece emerge che l'iniziativa era stata dei soli comunisti e vengono ammessi i contrasti) con l'esigenza di difendere il «paradigma antifascista»: «Gli uomini e i partiti interessati, a varie riprese e in vari modi, hanno sempre cercato di stendere una coltre di silenzio sul profondo dissenso che i fatti di via Rasella e delle Fosse Ardeatine avevano provocato tra i partiti del Cln. Alcuni di loro, anche di fronte alla magistratura, non hanno esitato a giurare il falso per nascondere che contrasto vi fosse stato».
Commentando tali parole di Forcella, Portelli ha osservato: «a parte la diversa rappresentatività dei due schieramenti nella resistenza, è significativo che sebbene questa non fosse la prima azione partigiana in città, il contrasto si apra solo dopo la rappresaglia, e non prima. Sono le Fosse Ardeatine, cioè, che fanno diventare retroattivamente condannabile via Rasella agli occhi dei moderati. Non sopravvaluterei comunque l'importanza di queste incertezze romane: nonostante i massacri, il Cln non diede certo la direttiva di cessare gli attacchi contro i tedeschi in tutta l'Italia occupata».
I Benzoni scrivono che i successivi contrasti interni al CLN (sui quali secondo loro è stata applicata «la cosmesi del "politically correct"») confermerebbero la contrarietà degli altri partiti antifascisti alla radicalizzazione della lotta voluta dal PCI; contrarietà che si evincerebbe dalla stessa mancata comunicazione del progetto dell'attentato ai loro massimi rappresentanti militari (laddove Pertini era stato informato e invitato a collaborare all'attacco contro la manifestazione fascista). L'attentato di via Rasella avrebbe rappresentato un innalzamento del livello dello scontro «che non poteva assolutamente essere comunicato agli altri perché non poteva in alcun modo essere da loro condiviso». Considerate la successiva linea "attendista" adottata dal CLN e la drastica diminuzione delle azioni dei GAP a Roma, gli autori ipotizzano inoltre che, contrariamente a quanto affermato da Amendola, nella riunione della giunta militare fu proprio quest'ultimo (il quale avrebbe voluto «continuare con maggiore decisione la lotta») e non Spataro a essere in minoranza relativamente alla condotta da adottare in futuro.
Secondo Giovanni Sabbatucci, pur avendo all'epoca contestato l'attentato nel CLN, nel dopoguerra le forze moderate (la cui partecipazione alla Resistenza era svalutata dai comunisti tramite l'accusa di "attendismo" o "attesismo") non avviarono un dibattito sull'argomento in quanto, impegnate nel governo del Paese, si disinteressarono alla costruzione della memoria resistenziale, lasciata ai comunisti in una sorta di «tacita divisione dei compiti».

## Le trasmissioni di Radio Londra
Il 27 marzo Radio Londra, in una trasmissione rivolta all'Europa centrale, diffuse un rapporto sui fatti di Roma in lingua tedesca che esagerava notevolmente l'entità del massacro, conteggiando le vittime in 550 romani, dei quali 300 mitragliati al Colosseo. Tra questi ultimi venivano annoverati il capo del governo italiano Pietro Badoglio, Vittorio Emanuele Orlando e il grande ammiraglio Thaon di Revel. Secondo il notiziario, alla stazione Termini sarebbero state rastrellate più di mille persone, per lo più donne, e molte di queste trasportate con automezzi al Colosseo e immediatamente fucilate; in città sarebbe stato proclamato lo stato d'assedio. Un analogo rapporto, diffuso dagli Alleati nell'Italia meridionale e ripreso dai giornali italiani (tra cui il numero del 30 marzo dell'edizione meridionale dell'Unità), fu un facile bersaglio della stampa fascista, che se ne servì per ridicolizzare la propaganda alleata. Secondo dichiarazioni dei partigiani di via Rasella raccolte da Robert Katz, il conduttore di Radio Londra, colonnello Harold Stevens (il "colonnello buonasera"), «ebbe parole di elogio per l'attacco di via Rasella e, naturalmente, di condanna per la ferocia tedesca». Le radio alleate, definendo i partigiani di via Rasella «patrioti italiani», secondo Katz «sembrarono voler suscitare l'ira dei monarchici e della destra antifascista», indebolendo l'intenzione di quest'ultima di dissociarsi dall'attacco gappista e favorendo in tal modo la formale ricomposizione del CLN, poi avvenuta con il proclama di Bonomi.
Corrette le notizie, le trasmissioni alleate misero in risalto le uccisioni del colonnello Montezemolo, comandante del Fronte militare clandestino, dei generali dell'esercito e del diplomatico Filippo de Grenet, nonché l'arresto, nel rastrellamento successivo all'attentato, dell'ultraottantenne donna Bice Tittoni (vedova del senatore Tommaso Tittoni), prelevata nel palazzo di famiglia e trascinata in strada.
L'antifascista Paolo Treves commentò l'accaduto con un discorso trasmesso la sera del 29 marzo, nel quale definì l'attentato «bombe gloriosamente lanciate dai patrioti contro il drappello del nemico che scendeva tronfio per via Rasella» e nel quale, riferendosi all'eccidio delle Ardeatine, disse:
Gabriele Ranzato commenta osservando che da «Radio Londra si lasciò che [l'attentato] fosse presentato come una grande impresa», e cita il discorso di Treves a supporto della propria affermazione che l'attentato «certo non fu disapprovato» dagli Alleati.

## La posizione di Bandiera Rossa
Bandiera Rossa (che insieme al Partito d'Azione fu la formazione più colpita dalla strage delle Fosse Ardeatine, con un numero di propri militanti uccisi variabile a seconda delle fonti da cinquantadue a sessantotto) criticò l'attentato sul suo bollettino Disposizioni rivoluzionarie del 29 marzo: «L'atto terroristico non appartiene alla strategia marxista... la morale del proletariato, costretto dalla durissima via rivoluzionaria a non sciupare energie ma a spenderle nel modo più redditizio, afferma: che ogni atto rivoluzionario deve tener conto delle conseguenze immediate e future»; aggiungendo: «Noi non possiamo sapere che cosa fanno i comunisti del PCI pur di farsi citare da radio-Londra». I comunisti di Bandiera Rossa ritenevano che «gesti eroici» e «impulsi romantici» fossero estranei alle basi collettive e di classe della «rivoluzione in senso marxista», che il rischio di «contraccolpi contro gli innocenti» fosse inammissibile e, conseguentemente, che una tale attitudine fosse «inutile e riprovevole», «individualista, non comunista»; sebbene i comunisti dovessero cercare di «conquistare il potere, anche violentemente», «il sacrificio di sangue proletario» sarebbe stato utile solo qualora avesse comportato «tangibili vittorie per il solo proletariato».
Secondo lo storico Silverio Corvisieri, la direttiva (emanata qualche tempo prima) di limitarsi alle azioni difensive era motivata dall'ondata di arresti che Bandiera Rossa aveva subito fra dicembre '43 e marzo '44, a sua volta facilitata dall'inesperienza nell'attività clandestina e da una carente vigilanza nei confronti delle spie infiltrate nel movimento. L'articolo infatti precisava: «Malgrado questa direttiva che pretende dai nostri compagni non la fuga e la passività, ma la difesa attiva contro l'azione di repressione del nostro movimento, noi dobbiamo lamentare vittime che, con una più accurata vigilanza, si sarebbero risparmiate. L'azione di informazione, e sorveglianza, segnalazione e punizione dei sospetti e delle spie, va intensificata». Sempre secondo Corvisieri, i dirigenti di Bandiera Rossa erano preoccupati dalla possibilità che la loro organizzazione venisse liquidata dai nazifascisti proprio mentre stava per verificarsi la liberazione della città (per mezzo di una sperata insurrezione popolare).
Secondo quanto sostenuto da Felice Chilanti, uno dei capi del movimento, Bandiera Rossa avrebbe inviato inoltre un comunicato di dissociazione al comando tedesco.

## Le reazioni tra la popolazione

### Diari, memorie e testimonianze
Il giorno dell'attentato, il gappista Franco Calamandrei scrisse nel suo diario: «La gente commenta: alcuni, soprattutto donne, sfavorevolmente: "Ora che se ne stavano andando...". "Sono i partigiani..." [...] Non manca: "Sono i dollari, le sterline che funzionano..."». Dopo la rappresaglia, il 25 marzo, Calamandrei annotò: «Gli altri partiti, pare, disapprovano l'azione. L'opinione pubblica non le è troppo favorevole. Non si vede l'importanza politica internazionale, che può valere il sacrificio». Analoga è la voce popolare registrata nel diario del filosofo Enrico Castelli, che l'ascoltò nel pomeriggio del 23 marzo mentre assisteva al trasporto dei feriti del "Bozen" all'ospedale di San Giacomo: «Proprio ora che se ne vanno, potevano risparmiarselo».
Madre Mary Saint Luke, una suora americana che lavorava all'Ufficio informazioni vaticane, nel suo diario (pubblicato nel 1945 sotto lo pseudonimo di Jane Scrivener) alla data del 23 marzo definì l'attentato di via Rasella il «peggiore» dei «gravi avvenimenti» del giorno e commentò: «Nessuno sa quali saranno le conseguenze di ciò, né quali orribili rappresaglie seguiranno».
Nel 1973 Amendola scrisse nelle sue memorie: «mentre la popolazione romana era alle prese, in una città assediata, con la fame e con le razzie, l'azione dei GAP di via Rasella aveva dimostrato che il tedesco non era, malgrado la sua tracotanza, invincibile, e che lo si poteva colpire duramente. Il sangue delle vittime innocenti fucilate alle Fosse Ardeatine sarebbe ricaduto sui responsabili della strage, sui nazisti e sui loro servi repubblichini. La popolazione romana comprese questo nostro atteggiamento e non ci fece mancare la protezione della sua solidarietà».
Leo Solari, allora partigiano socialista, nel 1999 ricordò: «Né io né i miei compagni abbiamo avuto l'impressione che la popolazione abbia allora giudicato con favore quell'azione. Riscontrammo piuttosto una regressione – e uso una circonlocuzione eufemistica – di quella disponibilità e solidarietà che la resistenza incontrava o poteva incontrare precedentemente in buona parte della gente. E per quanto riguarda coloro che condividevano effettivamente le ragioni della resistenza, il terrore prevalse in quel momento sui sentimenti di orrore e di esecrazione per l'eccidio delle Fosse Ardeatine».

### Le intercettazioni telefoniche
Le uniche fonti dirette contenenti commenti sui fatti del 23 e 24 marzo sono quarantanove conversazioni telefoniche, avvenute a Roma in quei giorni e nei successivi, intercettate dal Servizio speciale riservato presso la presidenza del Consiglio dei ministri, il cui ufficio era al Viminale, e riprodotte in un instant book su via Rasella pubblicato nel 1996 dallo storico Aurelio Lepre. I giudizi sull'azione gappista sono tutti molto negativi: i partigiani (talvolta definiti con epiteti ingiuriosi) sono accusati di aver provocato la rappresaglia. Nella maggior parte delle conversazioni gli intercettati esprimono pietà per i prigionieri uccisi dai tedeschi, ritenendoli vittime dell'irresponsabilità degli attentatori («oggi per il mascalzone ci va di mezzo l'innocente»). Alle ore 10:50 del 25 marzo, la "marchesa F. di C.", ignorando che la strage sia già avvenuta ed essendo a conoscenza della prassi tedesca di rispondere alle azioni partigiane con delle rappresaglie dieci a uno («Ogni volta che succede uno di quei fatti vanno là e ne prendono 10 per ogni tedesco»), teme per la vita del giovane sottotenente Marcello Bucchi (rinchiuso a Regina Coeli) e si attiva nell'illusione di poterlo ancora salvare. Un uomo commenta: «Certamente a quella gente non va giù che i romani lascino i tedeschi agire per il loro meglio. Con questi atti, sanno di provocare arresti e fucilazioni e una conseguente tensione dei rapporti fra i tedeschi e la popolazione di Roma». Una donna manifesta compassione per i morti del Polizeiregiment "Bozen": «quei poveri ragazzi se ne andavano calmi, calmi, salutando la popolazione, e li vanno ad ammazzare così».

Il Messaggero del 25 marzo 1944 annuncia la riduzione della razione di pane da 150 a 100 grammi

Alcuni intercettati temettero che i tedeschi per rappresaglia non avrebbero più lasciato la città, ma una preoccupazione ancora maggiore era per la riduzione della razione di pane da 150 a 100 grammi, ritenuta una punizione disposta dai tedeschi per l'attentato (era invece dovuta alla difficoltà di approvvigionare una città vicina al fronte e con i collegamenti interrotti dai bombardamenti). Altri, essendosi trovati nelle vicinanze di via Rasella al momento dei fatti, espressero sgomento per lo scampato pericolo.
In merito alla rappresaglia, gli intercettati si esprimono generalmente con rassegnata comprensione («la legge di guerra è quella che è»), ma non mancano commenti di approvazione e uno persino di soddisfazione («320 che non torneranno più a dare fastidio»). Lepre scrive che, insieme ai tedeschi che materialmente eseguirono la strage, «gli italiani che contribuirono a trovare gli ostaggi da fucilare non possono non esserne considerati corresponsabili e lo furono anche, quanto meno sotto il profilo morale, quelli che approvarono la rappresaglia».
Lepre osserva che qualche «reazione sdegnata» per l'eccidio delle Ardeatine fu espressa anche da alcuni tedeschi e riporta in proposito un'intercettazione telefonica, trascritta nella notte del 25 marzo, in cui un ufficiale, Otto Hoffmann, parlando con una sua amica italiana esprime sdegno per la rappresaglia.

### Giudizi sulle intercettazioni
Anche sulla base delle intercettazioni, Aurelio Lepre ritiene che – contrariamente a quanto rappresentato dal celebre film Roma città aperta di Roberto Rossellini – la popolazione romana non fosse favorevole alla resistenza armata. I critici dell'opera di Lepre giudicano le intercettazioni non indicative dell'opinione pubblica, in quanto all'epoca il telefono era un oggetto di lusso posseduto da poche persone benestanti, le quali sarebbero state inoltre consapevoli di essere intercettate, dunque ben attente a non esprimere giudizi contrari alle autorità. 
Secondo Paolo Pezzino, «l'uniforme appartenenza sociale borghese di quei cittadini limita indubbiamente il valore esemplare del campione, anche se è comunque significativo evidenziare come, nella borghesia romana, i sentimenti non fossero certo favorevoli alla lotta armata».
Ammettendo in via del tutto ipotetica l'insufficienza del campione intercettato, Alberto ed Elisa Benzoni scrivono che, ad ogni modo, nessun autore favorevole all'azione gappista ha mai potuto affermare che essa godette del consenso popolare.

## Le reazioni tra i fascisti

Guido Buffarini Guidi, ministro dell'Interno della RSI

Benito Mussolini fu informato dell'attentato da una telefonata del prefetto di Roma del 23 marzo, ore 20:10. Alla notizia, datagli dal prefetto, che Mälzer aveva ordinato «la distruzione della città», Mussolini commentò: «Sangue chiama sangue». Esiste l'intercettazione di un'altra telefonata fra il duce e Guido Buffarini Guidi, ministro dell'Interno della Repubblica Sociale Italiana (RSI), in cui il primo afferma l'urgente necessità, da parte del governo fascista, di assumere una posizione ufficiale sull'attentato. Secondo Aurelio Lepre, «Le frasi intercettate e trascritte non sono sufficienti a far ritenere che Mussolini abbia approvato la rappresaglia prima che avvenisse, ma appare molto improbabile che Buffarini Guidi non lo abbia informato».
Qualche giorno dopo l'eccidio delle Fosse Ardeatine vi fu un'ulteriore conversazione telefonica fra Mussolini e Buffarini Guidi:
Ma alla domanda di Mussolini se avesse fatto qualcosa contro "questa propaganda psicologica", rispose:
- No, duce. A noi la maggioranza della popolazione romana non rimprovera nulla.
Mussolini allora affermò, molto decisamente:
- È falso, signor ministro. Anche ai tedeschi non si può rimproverare nulla. La rappresaglia è legale, è sanzionata dal diritto internazionale.»
Nel diario di Rachele Guidi, moglie di Mussolini, alla data del 25 marzo si legge:
Un rapporto di un informatore della polizia della RSI, redatto poco dopo i fatti, attribuisce al Partito comunista la responsabilità sia dell'attentato che del successivo eccidio (quest'ultimo definito «legittima reazione dei germanici»):

Bruno Spampanato, allora direttore del Messaggero

La stampa controllata dai fascisti fu unanime nell'attribuire ai partigiani la colpa dell'eccidio delle Fosse Ardeatine. Bruno Spampanato, riferendosi alle vittime delle Ardeatine, sul Messaggero del 28 marzo scrisse:
[...] il severo provvedimento germanico è stato intonato alla necessità di difendere con qualsiasi mezzo la tranquillità, l'ordine, il lavoro dei cittadini, che una ventata di follia precipiterebbe in un abisso senza fondo.»
Quindi ammonì:
Ove i comunisti-badogliani, e i loro accoliti, sobillati dal nemico o per suo mandato, profittino delle particolari condizioni di Roma per tramare cospirazioni o effettuare attentati, la reazione sarà quella che si può intuire dalle misure prese il 23 marzo contro constatati colpevoli e i loro complici, nonché contro terroristi militanti nella loro oscura orbita.»
Anche un articolo su La Tribuna del 29 marzo 1944 affermava che gli attentatori avevano costretto i tedeschi alla rappresaglia.
Lo storico Amedeo Osti Guerrazzi scrive che le «menzogne di Spampanato diventano addirittura spudorate» quando afferma che gli uomini rastrellati dopo l'attentato e uccisi nella rappresaglia erano armati al momento della cattura. Secondo Osti Guerrazzi, la propaganda fascista su via Rasella era particolarmente grossolana, in quanto, attribuendo ai gappisti l'intera responsabilità per la rappresaglia (considerata un effetto pressoché automatico dell'attentato), implicava in realtà che i tedeschi «si limita[ssero] a mettere in pratica la violenza e la ferocia connaturate nel loro animo». Sempre secondo Osti Guerrazzi, questa propaganda non riuscì comunque a migliorare la popolarità dell'esercito occupante, in quanto il «rapporto di sudditanza tra tedeschi e fascisti rendeva la stampa di questi ultimi troppo screditata perché fosse presa sul serio dalla popolazione».

## Il falso volantino di rivendicazione
Pochi giorni dopo l'eccidio venne diffuso a Roma il seguente volantino, falsamente firmato «Il Partito Comunista Italiano»:
Dopo l'attentato di via Rasella i tedeschi e neofascisti hanno fucilato 320 uomini. Questi uomini che hanno affrontato la morte in maniera impareggiabile erano i nostri migliori compagni. Con loro abbiamo perduto parecchi dei più anziani e provati combattenti del nostro Partito. Hanno dedicato la loro vita alla rivoluzione proletaria e combattuto con le armi in mano per la vittoria dell'idea comunista.
Compagni lavoratori!
La feroce repressione tedesca e fascista non ci spaventa. Noi proseguiamo per la nostra strada. Noi non perderemo occasione per manifestare la nostra volontà di liberare l'Italia e il mondo dalle dittature fascista e nazista.
VIVA IL COMUNISMO! VIVA LA RUSSIA! VIVA STALIN!
Il Partito Comunista Italiano.»
Un passo di tale volantino fu citato in un comunicato dell'Agenzia Stefani (controllata dalla RSI) del 3 aprile 1944:
Il PCI romano smentì il volantino con un articolo pubblicato su l'Unità clandestina del 6 aprile:

## Le reazioni tra gli antifascisti

### Diari
Su richiesta di Giuliana Benzoni, il 4 aprile Umberto Zanotti Bianco scrisse un manifesto in memoria delle vittime dell'eccidio, diffuso clandestinamente nei giorni successivi e poi pubblicato con il titolo Per i Martiri delle Fosse Ardeatine nella sua raccolta di scritti Proteste civili:
«Le vite d'innocenti cittadini barbaramente trucidati il 23 marzo, subito dopo l'attentato di via Rasella, non sono bastate a placare le autorità militari germaniche.
Trecentoventi italiani presi in cieca furia dai commissariati di polizia, dalle segrete insanguinate di via Tasso, dalle celle di Regina Coeli, e condotti ignari sotto ripari della campagna romana sono stati – in dispregio d'ogni diritto delle genti – mitragliati in massa e le loro salme disumanamente travolte dalle pareti fatte franare con la dinamite.
Erano ufficiali fedeli alla parola data, professionisti, commercianti fermati senz'ombra di accusa, ebrei imprigionati per odio di razza, oppositori sospettati per il loro culto della libertà; gente di ogni età, d'ogni regione, d'ogni classe sociale che la morte ha affratellato sotto i tumuli sconvolti, sacri oggi alla Patria.
Invano madri, spose, sorelle, nei cui cuori grava il ricordo delle fosse di Katin, battono angosciate alle porte delle prigioni, alle porte dei comandi. La giustizia militare tedesca, che non potendo colpire gli autori dell'attentato si è accanita bestialmente contro gl'innocenti, nega ai congiunti di questi fino il conforto di una certezza.
In quest'ora di lutto nazionale non innalziamo una sterile protesta: ma facciamo giuramento di raccogliere il comando dei nostri morti.
Italiani, sia tregua ai dissensi, retaggio di vent'anni di oppressione civile; uniamoci concordi per combattere il nemico della Patria che si accanisce contro i nostri uomini, contro i nostri averi, contro la natura stessa delle nostre contrade.
Uniamoci per ricostruire il nostro Paese devastato.
Uniamoci per avere il diritto al rispetto di noi stessi, per accelerare la vittoria immancabile dei popoli liberi».

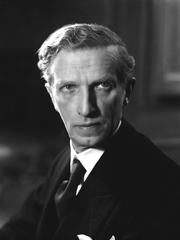
Umberto Zanotti Bianco

Il liberale Umberto Zanotti Bianco, il quale al momento dell'attentato si trovava poco distante da via Rasella, in piazza Barberini, riportò nel suo diario di aver udito un «gran colpo» e poi ascoltato commenti dei passanti circa «una bomba posta contro i tedeschi», notato l'affluire di soldati tedeschi verso il luogo dell'esplosione e quindi sentito «colpi di fucile, mitragliatrice». La portata dell'evento gli fu chiara solo la mattina del 25 marzo, allorché una giornalista gli riferì le parole che aveva udito da un addetto dell'ufficio stampa tedesco, tra cui: «È l'attentato più grave che abbiamo subito da che siamo in Italia. Non prenderemo provvedimenti contro la città, dato che sappiamo che i colpevoli sono i comunisti ... ma le punizioni saranno severissime». Zanotti Bianco giudicò «[d]olorosissime queste fucilazioni di gente completamente innocente dell'attentato!» e «giusto monito verso i responsabili» l'editoriale dell'Osservatore Romano. Ricevuto a cena Edoardo Ruffini, uno dei pochi docenti universitari che avevano rifiutato il giuramento di fedeltà al fascismo, Zanotti Bianco discusse con lui dell'attentato e ne riportò l'opinione sul proprio diario:
A distanza di un mese, il 23 aprile, dopo aver annotato delle «notizie sull'attentato di via Rasella» del tutto infondate, Zanotti Bianco ribadì lo sdegno verso l'«atroce» vendetta tedesca ed espresse l'aspettativa in una promessa, da parte degli Alleati, della «fucilazione dei capi tedeschi responsabili» quali Kesselring e Mälzer: «Non c'è altro modo di fermare questi bruti».
Alla data del 23 marzo il diario del democristiano Carlo Trabucco, dopo una descrizione dei fatti di via Rasella inevitabilmente imprecisa, riporta l'annotazione seguente: «Chi abbia lanciato la bomba o le bombe non si sa. Si parla di comunisti, altri dicono si tratti di soldati austriaci disertori. Resta ad ogni modo il gesto compiuto in un giorno significativo e quindi più significativa l'impresa». Il 25 marzo Trabucco, dopo aver commentato con preoccupazione la riduzione della razione di pane a centro grammi, e con sarcasmo le notizie sul venticinquesimo anniversario dei Fasci, commenta il comunicato della rappresaglia, che «mette un brivido in corpo»:
Il 31 marzo Trabucco formula la seguente previsione: «Quando i trecentoventi martiri – ancora non individuati perché nessuna comunicazione ufficiale finora è stata data alle famiglie – si potranno onorare, le fosse Ardeatine saranno mèta di un pellegrinaggio senza fine».
Lo storico Pier Fausto Palumbo, vicino alla Democrazia del Lavoro, pur avendo giudicato gli attentati gappisti compiuti all'indomani dello sbarco di Anzio «producenti, solo se davvero i tedeschi fossero lì lì per 'sganciarsi'», il 26 marzo annotò sul proprio diario un giudizio favorevole all'azione di via Rasella:
Lo stesso giorno Palumbo riportò il giudizio del tutto opposto del più anziano collega Gaetano De Sanctis, allontanato dall'insegnamento per aver rifiutato di giurare fedeltà al regime, allorché egli gli fece visita per informarlo dei tragici fatti accaduti pochi giorni prima: «[Gli attentatori di via Rasella] "Hanno avuto quel che hanno voluto". Cerco di capire e, insieme, di spiegarmi. Ma insiste: per quanto possa esser doloroso, è stato esercitato un diritto di guerra, il diritto dell'occupante. Se ognuno avesse pensato ai fatti proprî, a lavorare, a studiare, a produrre, non sarebbe accaduto». A quel punto Palumbo, scosso da quella che ritenne essere «assenza totale di umanità», si congedò da De Sanctis annunciandogli che non sarebbe tornato.

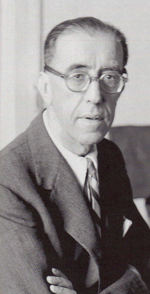
Piero Calamandrei

Il giurista liberale Piero Calamandrei, padre del gappista di via Rasella Franco, nel suo diario fece riferimento all'eccidio per la prima volta il 27 marzo, mentre si trovava rifugiato a Collicello Umbro, allorché scrisse di una violenta discussione tra alcuni suoi conoscenti in merito alla legittimità della rappresaglia. Circa una ragazza che si era schierata in difesa dei tedeschi, Calamandrei annotò:
Il 31 luglio, sei giorni dopo aver appreso del coinvolgimento del figlio nell'attentato di via Rasella, Calamandrei riportò, senza commentare, l'opinione decisamente negativa dell'amico Pietro Pancrazi circa gli «attentati politici contro i tedeschi e i fascisti; egli osserva che il coraggio che ci vuole per compierli è molto simile a quello dei criminali, non a quello dei soldati in campo: coraggio da deboli: gidismo (Lafcadio che uccide il compagno di viaggio per prova). Disprezzo per l'individuo, proprio dei partiti di massa». In seguito, quando con i processi del dopoguerra iniziarono le polemiche su via Rasella, Calamandrei si schierò dalla parte dei gappisti.

### Memorie
Nel suo libro di memorie pubblicato nel 1946, Amedeo Strazzera-Perniciani, il quale in veste di presidente della commissione visitatrice e di assistenza ai carcerati aveva collaborato con la Resistenza, formulò un giudizio negativo sull'attentato:
L'atto inconsulto è vivamente deplorato dalla cittadinanza romana, che non riesce a comprendere come sia stato possibile attuare un simile sabotaggio nel cuore della Capitale.

Non v'è chi non veda nel gesto imponderato una provocazione gravissima al tedesco invasore, e nessuna utilità ai fini bellici in favore delle forze Anglo-Americane, avanzanti sui vari fronti di guerra.

Le persone, che hanno perpetrato l'attentato, non hanno pensato alle tragiche conseguenze del loro gesto; non hanno riflettuto neanche un istante sul triste fato che si sarebbe abbattuto inesorabilmente sulla popolazione di Roma, inerme ed esposta alle feroci rappresaglie delle soldatesche germaniche.

Uomini, donne, ragazzi, avrebbero pagato il fio di tanta temerarietà.

Con l'uccisione di 32 tedeschi in via Rasella credono forse, gli attentatori, d'avere espugnato una nuova Bastiglia e d'aver aperto un'era nuova nella storia d'Italia?

Ogni persona ben pensante deplora tale atto, che porterà al sacrificio vittime innocenti.»

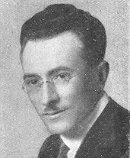
Giuseppe Caronia

Il medico di fede politica democristiana Giuseppe Caronia (amico, mentore e protettore di Bentivegna durante la clandestinità, nonché testimone delle sue nozze con Carla Capponi nel settembre 1944), nell'autobiografia pubblicata postuma nel 1979, scritta in terza persona, riportò:
Molti anni dopo Bentivegna negò di essere stato rimproverato da Caronia, il quale secondo l'ex gappista avrebbe assunto posizioni critiche sull'attentato solo «verso la fine della sua vita», probabilmente perché influenzato da una «narrazione mistificatoria dei fatti» prodotta da ambienti vaticani.
Il democristiano Paolo Emilio Taviani, in quei giorni impegnato nella resistenza in Liguria, circa l'azione gappista ricordò: «Quando arrivai a Roma trovai un clima di ostilità nella componente cattolica del Comitato di liberazione nazionale nei confronti di quell'atto».
Il medico Adriano Ossicini, all'epoca militante del Movimento dei Cattolici Comunisti, ricordò che dopo aver appreso dell'attentato nella giornata del 23 marzo aveva «[i]mmediatamente pensa[to] alle rappresaglie che sarebbero seguite», cosicché si era precipitato da monsignor Sergio Pignedoli, organizzatore di un centro di assistenza a Villa Levi che dava rifugio a partigiani e perseguitati, per sollecitare un intervento del Vaticano. Più tardi Pignedoli gli aveva riferito che il Vaticano aveva «fatto dei tentativi», «che era stato tentato, ma che era stato impossibile fare qualcosa data l'estrema rapidità della decisione presa da Kappler su perentorio ordine di Hitler». Ossicini si disse persuaso dalla risposta di Pignedoli e per lo stesso motivo escluse che un'eventuale presentazione dei gappisti avrebbe potuto evitare la rappresaglia: «l'ordine della strage, essendo stato dato da Hitler in persona, non poteva nemmeno essere interpretato come una immediata drammatica intimidazione: era una decisione così rapida che non ammetteva in nessun modo possibilità di interventi».
Pietro Ingrao, allora partigiano comunista, informato dell'azione gappista il giorno stesso da Carlo Salinari, nel suo libro di memorie scrisse: «Non ebbi mai – né allora, né dopo – dubbi sulla legittimità di quell'attacco partigiano. Non pensai mai che quei gappisti dovessero consegnarsi al nemico. Ormai era forte in noi la convinzione sulla totalità dello scontro e sulla connotazione del nemico: tale era il livello della vicenda in cui eravamo chiamati ad operare. Né c'era alcuna speranza di eludere quella prova».
Alberto Ronchey, all'epoca giovane esponente del Partito Repubblicano Italiano, ricordò che «I repubblicani erano contrari a quell'attentato, anche in previsione delle rappresaglie. Nella Resistenza romana la cosa non andò giù. Bisognava stare molto attenti. Ogni azione doveva essere ponderata».

## Le reazioni tra i militari italiani e alleati
Nel numero del 1º aprile del bollettino Osservazione politico-diplomatica, pubblicazione del Fronte Clandestino di Resistenza della Regia Aeronautica, si legge: «Dopo il fatto di via Rasella, e la conseguente gravissima rappresaglia tedesca, è chiaro che si tratta di un colpo preventivo per togliere ogni valore alla mossa propagandistica tedesca alle dichiarazioni relative alla "Città aperta". Tale mossa, concertata dai partiti, o dai soli comunisti, ha svalutato in anticipo la dichiarazione, ha suscitato, per la durezza della reazione, un maggior malanimo nella popolazione romana, ed ha obbligato il Comando tedesco ad aggiunte tortuose al suo comunicato».
Il 4 aprile il giornale Italia Nuova, vicino alla resistenza militare, attribuì l'attentato di via Rasella a «elementi non italiani, e precisamente un gruppo di sabotatori stranieri che si trova celato in Roma da parecchi mesi», e commentò:
Per la prima volta, dall'8 settembre, i tedeschi avevano segnato un punto, ed avuto dalla loro l'opinione pubblica della Capitale.»
In merito all'eccidio compiuto per rappresaglia, attribuito a una ferocia connaturata all'indole germanica, nello stesso articolo si legge: «Nessuna legge, né di pace né di guerra, nessuna necessità, possano mai giustificare questa atrocità di una barbarie senza nome che grida vendetta di fronte a Dio e di fronte agli uomini!».
Un ulteriore giudizio negativo sull'attentato è contenuto nella relazione sulle attività del Fronte militare clandestino redatta dal generale Mario Girotti, datata 21 febbraio 1945, in cui si legge che fin dalla sua costituzione
Il commento del ministro della Guerra del governo Badoglio Antonio Sorice, operante clandestinamente a Roma, è riportato in libro del 1945 basato sul diario della sua collaboratrice Jo' Di Benigno: «La vita perduta del solo Montezemolo basta a condannare il gesto». Jo' Di Benigno scrive inoltre: «Era ormai cosa nota a tutti che per ogni tedesco ucciso, dieci italiani venivano sacrificati. L'attentato di via Rasella non ha nulla di glorioso, non portò nessun vantaggio, non diè il segno di una insurrezione, fu una mossa infelice»; l'autrice continua: «E comunque una volta compiuto questo, piuttosto che lasciar sacrificare centinaia di vite preziose per il Paese, l'attentatore aveva il dovere di consegnarsi. Allora il suo atto poteva veramente essere utile e grande, servire quale esempio per molti e di stimolo. A convalidare questa affermazione, avevano il precedente del vice-brigadiere dei carabinieri Salvo D'Acquisto».
Nelle memorie di Fulvia Ripa di Meana, cugina del colonnello Montezemolo e anch'essa attiva nel Fronte militare clandestino, circa gli eventi del 23 marzo si legge: «Giunge una tragica notizia, che riempie di costernazione i romani. Elementi irresponsabili, di cui tutti, compresi i patrioti, deplorano l'inaspettata iniziativa, hanno compiuto un grave attentato contro i tedeschi».
Deponendo come testimone al processo ai generali tedeschi von Mackensen e Mälzer celebrato nel 1946, il generale Peppino Garibaldi, il quale durante l'occupazione di Roma aveva collaborato con il Fronte militare clandestino e quindi era stato imprigionato dai tedeschi a via Tasso, fu interrogato circa il modo in cui egli e gli altri militari italiani avevano considerato in quei mesi gli attentati contro i soldati tedeschi. Garibaldi rispose: «Le azioni che le formazioni dei patrioti compivano fuori Roma noi le consideravamo assolutamente legali. In Roma, però, era preoccupazione di tutti noi che non accadessero incidenti. Gli attentati che avvenivano a Roma io li consideravo illegali e inumani, perché coloro che li commettevano si coprivano dietro le donne ed i bambini, sicché era difficile distinguere tra il criminale e il patriota. Questo è il mio giudizio quale soldato».

Peter Tompkins, agente segreto americano

Peter Tompkins, agente dell'OSS a Roma, nel 1962 ricordò di non essere stato informato dei piani dell'attentato, pur essendo in contatto con vari capi della Resistenza romana (Amendola, Giuliano Vassalli, Riccardo Bauer). Impegnati in quei giorni a progettare un piano per liberare dal carcere Maurizio Giglio, loro importante informatore, Tompkins e i suoi uomini accolsero la notizia sfavorevolmente: «La prima cosa che pensammo fu che non c'era nessuna utilità nell'uccisione di trenta poliziotti militari tedeschi. Perché piuttosto non avevano rischiato la pelle in un assalto a via Tasso? perché non avevano scelto come bersaglio Kappler e la sua banda di macellai? Chissà quale sarebbe stata adesso la reazione dei tedeschi: di certo non era un buon auspicio per il movimento clandestino della città. Quello che ci rattristò di più fu l'ottima esecuzione e la precisione dell'attacco, la cui organizzazione appariva vicina alla perfezione!».
Edgardo Sogno, partigiano autonomo di idee monarchiche e anticomuniste operante nell'Italia nord-occidentale, nel 2000 ricordò invece di aver accolto positivamente la notizia dell'attentato:
Certo. Fin dai giorni successivi, quando si seppe che le vittime non erano combattenti ma altoatesini impiegati in servizi di seconda linea, e quindi l'attacco non era stato propriamente glorioso, i giudizi mutarono un po' tono. Ma la sostanza resta quella: la notizia di via Rasella fu per noi un momento di esultanza. E neanche la feroce rappresaglia che seguì mi fece cambiare idea, anzi. Davo lo stesso giudizio dei comunisti: bisognava provocare i tedeschi, perché ogni loro reazione non farà che isolarli sempre più.»
Il gappista Mario Fiorentini ha sostenuto più volte di aver ascoltato, dopo l'attentato, espressioni di approvazione da parte del comandante del corpo di spedizione francese Alphonse Juin. Nelle sue memorie pubblicate nel 2015 Fiorentini racconta: «Ad un certo punto, non ricordo esattamente il mese, attraversai le linee per recarmi al comando del maresciallo dell'esercito francese Alphonse Juin con il quale ebbi un ottimo rapporto. [...] - Io che ai suoi occhi non ero nessuno, mi presentai, e quando gli dissi, guardate che io sono uno di quelli di via Rasella, Juin fece un salto e riunì tutti i suoi ufficiali e noi sotto una tenda. Gli raccontai di via Rasella e Juin ebbe un'esplosione di gioia: formidable, formidable, voi siete stati formidabili. Avete colpito trentatré tedeschi nel centro di Roma! Lui rimase folgorato, non sapeva come esprimere a me il sentimento di incredulità e di gratitudine».

## Le reazioni tra i tedeschi

### I diari di Goebbels
Il diario del gerarca nazista Joseph Goebbels, alla data del 25 marzo 1944, riporta il seguente commento: «A Roma è stato effettuato un attentato su una colonna di polizia tedesca che marciava, di cui 30 uomini della polizia sono caduti vittime. La polizia ha chiuso tutto il quartiere e trovato nelle cantine degli edifici dei sabotatori italiani. Questi ultimi sono stati fucilati all'istante sul posto. Per ogni futuro attentato a Roma saranno ogni volta fucilati 10 italiani. Io credo che gli italiani, vista la loro indole, a tutti nota, perderanno presto qualsiasi voglia di ulteriori attentati».

### La conferenza stampa di Kappler e Mälzer
In una data successiva all'eccidio delle Ardeatine – secondo Luca Baiada, probabilmente l'8 aprile – ebbe luogo una riunione indetta dal generale Mälzer, il quale vi aveva convocato i giornalisti della stampa romana; oltre allo stesso Mälzer, vi presenziò Kappler. Mälzer auspicò che i giornali romani si coordinassero coi comandi tedeschi e li avvertì che loro compito era di convincere la popolazione di Roma a collaborare con gli occupanti.
Kappler fece riferimento al comunicato di rivendicazione uscito su l'Unità del 30 marzo. Egli spiegò che l'attentato aveva colpito una compagnia del reggimento "Bozen" di ritorno da un'esercitazione. Ribadendo che era necessaria la collaborazione della popolazione romana al fine di reprimere gli attentati contro i tedeschi, lamentò che la popolazione avesse invece favorito l'attentato di via Rasella. Kappler fornì infatti una ricostruzione dell'attentato secondo la quale gli attentatori (numerosissimi) sarebbero stati assistiti dalla complicità di almeno una parte degli abitanti del quartiere; dalle finestre di via Rasella sarebbero stati esplosi parecchi colpi di arma da fuoco; inoltre egli affermò di non ritenere possibile che i preparativi dell'attentato si fossero svolti senza che nessuno nella via se ne accorgesse. Secondo Kappler, l'atteggiamento non collaborativo della popolazione avrebbe autorizzato i tedeschi a catturare degli ostaggi e anche a porre in essere misure ancora più rigorose della rappresaglia effettivamente realizzata. Egli annunciò che i cadaveri delle vittime della rappresaglia tedesca (tutte – secondo quanto egli affermò – scelte fra detenuti già in carcere prima dell'attentato) erano stati sistemati in una grotta, dopodiché si era provveduto a far crollare l'ingresso con un'esplosione di mine. Al momento della conferenza stampa, i tedeschi non avevano ancora provveduto ad avvertire dell'avvenuta rappresaglia le famiglie delle vittime. Era auspicabile – concluse Kappler – una campagna stampa che illustrasse alla popolazione i rischi della mancata collaborazione coi tedeschi.
Lo svolgimento della conferenza stampa risulta da un opuscolo anonimo, scritto da uno dei giornalisti presenti alla riunione e pubblicato poco dopo la liberazione di Roma.

### Le indagini interne della Wehrmacht
Nel processo a carico di von Mackensen e Mälzer svoltosi nel 1946, Albert Kesselring asserì di avere a suo tempo ordinato un'indagine, per appurare se alle Fosse Ardeatine fossero stati uccisi anche degli innocenti, indagine che (sempre secondo Kesselring) avrebbe portato alla conclusione che tutte le vittime erano state precedentemente condannate a morte. Joachim Staron commenta osservando che l'indagine fu «evidentemente condotta in modo quanto mai superficiale».
Il 3 settembre 1944 un quotidiano svizzero pubblicò sull'eccidio delle Ardeatine un articolo, in conseguenza del quale il responsabile della sezione giuridica della Wehrmacht interpellò l'ufficio dell'aiutante di campo di Himmler, per sapere se fosse necessaria un'indagine da parte dell'ufficio competente per le violazioni del diritto internazionale. Himmler rispose che riteneva «opportuno desistere da ogni tentativo di chiarimento in merito al caso in questione [...] soprattutto perché dopo l'occupazione di Roma da parte delle forze angloamericane questa vicenda è stata abbondantemente sfruttata dalla propaganda nemica» e si temeva che una ripresa del caso da parte tedesca potesse «dare il via a una nuova ondata propagandistica».
Secondo Staron, «il fatto che dell'eccidio si interessò perfino la giustizia della Wehrmacht» è un'ulteriore dimostrazione che «la strage delle Fosse Ardeatine non possa essere in alcun modo considerata una rappresaglia legittima».